# 格列別尼基 (大米海利夫卡區)
46°53′9.06″N 29°48′29.358″E / 46.8858500°N 29.80815500°E
赫雷貝尼基（烏克蘭語：Гребеники）是位於烏克蘭西南部的村莊，由敖德萨州羅茲季利納區的大米哈伊利夫卡市鎮負責管轄。該村始建於1867年，面積5.11平方公里，海拔高度115米，2001年人口1,004，人口密度每平方公里196.48人。